# Юрьево (Липецкая область)
Юрьево - село Задонского района Липецкой области, административный центр Юрьевского сельсовета.

## Название
Его название сохранило память о каком-то человеке по имени Юрий, жившем в XVI в. или раньше. Потом этот человек ушел, а место, занимаемое прежде им, стало называться Юрьевой поляной.

## История

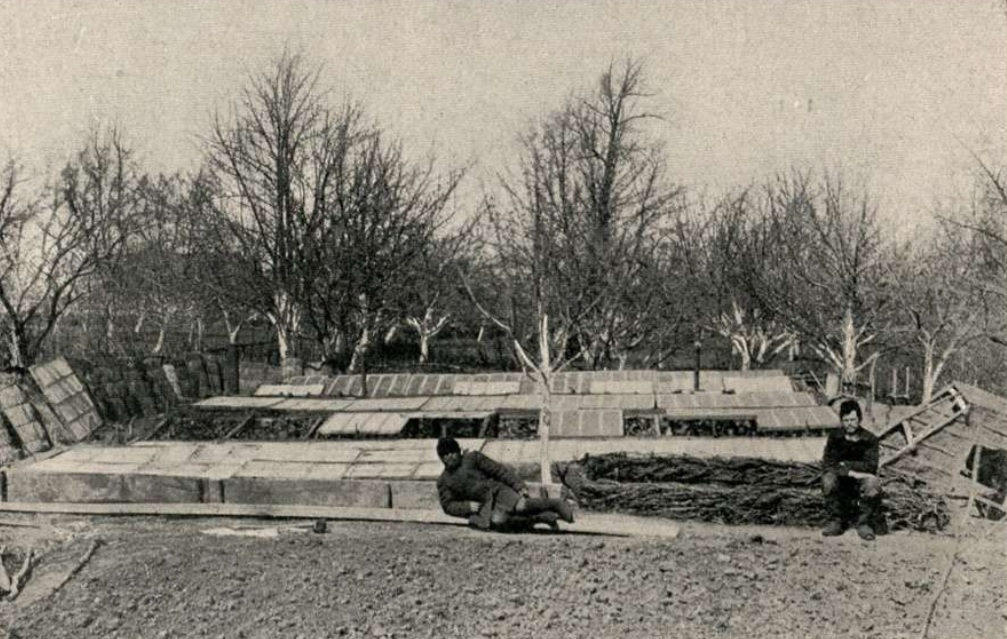
Парники Григория Комова; слева сложены соломенные маты; за парниками - старый сад (из книги «Крестьянское хозяйство в России», П.В. Халютин, 1915)

На Юрьевой поляне в начале XVII в. поселились крестьяне. Новое селение отмечается в документах 1620 г.: «деревня Юрьева Поляна под Снавским лесом».
Благодаря благоприятным почвенным условиям и наличию хороших рынков сбыта (Задонск, Елец) садоводство в этом районе к 1915 году приобрело промышленный характер. В книге П. В. Халютина «Крестьянское хозяйство в России» (1915 г.) упоминается крестьянин этого села Григорий Иванов Комов, получивший, в числе других, премию в размере 200 рублей в память 300-летия Дома Романовых за отличное ведение хозяйства. Он занимался садоводством, в.т.ч. и ягодным. Культура ягодников, в.т.ч. чёрной смородины была введена его отцом, Иваном Комовым. Его сады занимали около 3/4 десятины, состав сортов был весьма разнообразен. Из плодовых деревьев выращивались яблони, груши, вишни и сливы, а из ягодников - чёрная и красная смородины, крыжовник и малина. Имелся также участок под томаты и капусты, парники. Отмечен высокий уровень ведения садового и огородного хозяйства, хорошие урожаи.

## Население
| 1859 | 1897 | 2010 |
| ---- | ---- | ---- |
| 458  | ↗594 | ↘343 |